# Молдовска футболна федерация
Молдовската футболна федерация (на румънски: Federația Moldovenească de Fotbal, FMF) управлява футбола в Молдова. Тя организира всички футболни първенства, включително Молдовската национална дивизия (Divizia Națională), и националния отбор по футбол на Молдова.  Централата ѝ е в Кишинев. 
Настоящият президент на федерацията е Павел Чебану. 
Федарацията е основана на 14 април 1990 година и е призната от УЕФА през 1993 година и от ФИФА през 1994 година. 

## Статистика
Статистически данни към 17 април 2015 година: 
| Регистрирани играчи     |       |
| Професионални (мъже):   | 425   |
| Аматьори (мъже):        | 23100 |
| Под 18-годишни младежи: | 74780 |
| Жени:                   | 611   |
| Под 18-годишни девойки: | 1617  |
| Съдии (мъже):           | 137   |
| (жени):                 | 3     |